# Herbert Schneider (Musikwissenschaftler)
Herbert Karl Schneider (* 23. März 1941 in Wiesbaden) ist ein deutscher Musikwissenschaftler und ehemaliger Hochschullehrer an der Universität des Saarlandes.

## Werdegang
Schneider forschte vorrangig über die Geschichte der Musiktheorie, betrieb zahllose operngeschichtliche Studien sowie auch zur Geschichte des Kunstliedes, dies im Speziellen zur Musik Frankreichs und im Bereich des Erfahrungsaustauschs zwischen deutscher und französischer Musik. Er nahm mehrfach die Gelegenheit wahr, als Gastprofessor in Frankreich zu wirken.
Schneiders Publikationen befassen sich mit Musikhistoriographie vom 16. bis zum frühen 20. Jahrhundert, darunter sind neben Büchern, Aufsätzen und enzyklopädischen Artikeln auch seine Editionen zu nennen.
Schneider ist Herausgeber der Jean-Baptiste-Lully-Gesamtausgabe im Georg Olms Verlag.

## Schriften
- Die französische Kompositionslehre in der ersten Hälfte des 17. Jahrhunderts. Hans Schneider, Tutzing 1972.
- Chronologisch-thematisches Verzeichnis sämtlicher Werke von Jean-Baptiste Lully. Hans Schneider, Tutzing 1981.
- Die Rezeption der Opern Lullys im Frankreich des Ancien Regime. Hans Schneider, Tutzing 1982.
- Jean-Philippe Rameaus letzter Musiktraktat: „Vérités également ignorées et interressantes (sic) tirées du sein de la nature“ (1764): kritische Ausgabe mit Kommentar. Steiner, Wiesbaden 1986.
- Der Formen- und Funktionswandel in den Chansons und Hymnen der Französischen Revolution. Oldenbourg, München 1988.
- Chronologisch-thematisches Verzeichnis sämtlicher Werke von Daniel François Esprit Auber. Olms, Hildesheim 1994.
- mit René Auclair (Hrsg.) Théodore Gouvy 1819–1898. Bericht über den Internationalen Kongress / Actes du Colloque international Saarbrücken / Hombourg-Haut. Hildesheim: Georg Olms Verlag, 2008.
- mit Wolfgang Rathert und Karl Anton Rickenbacher (Hrsg.): Olivier Messiaen: Texte, Analysen, Zeugnisse. 2 Bände. Olms, Hildesheim.
Band 1: Texte aus dem Traité de rythme, de couleur et d’ornithologie. 2012, ISBN 978-3-487-14765-9.
Band 2: Das Werk im historischen und analytischen Kontext. 2013, ISBN 978-3-487-14766-6.
- mit Hervé Audéon und Alban Ramaut (Hrsg.): Antoine Reicha: Écrits inédits et oubliés. Hildesheim 2013
- Jean-Baptiste Lully: Alceste, Œuvres complètes. Hildesheim 2018
- Jean-Baptiste Lully, Bellérophon, Œuvres complètes. Hildesheim 2022
- Jean-Baptiste Lully, Psyché, opéra, Œuvres complètes. Baden-Baden 2025

Herbert Schneider wurde mit der Festschrift L’Esprit français et la musique d’Europe hrsg. von M. Biget-Mainfroy und R. Schmusch, Hildesheim 2007, geehrt.